# Химено, Андрес
Андре́с Химе́но (исп. Andrés Gimeno; 3 августа 1937, Барселона — 9 октября 2019, там же) — испанский теннисист.
- Победитель Открытого чемпионата Франции 1972 года в одиночном разряде
- Финалист Открытого чемпионата Австралии в одиночном, чемпионата Франции и Открытого чемпионата США в парном разряде
- Член Международного зала теннисной славы с 2009 года

## Игровая карьера
Долгая игровая карьера Андреса Химено началась в первой половине 50-х годов. В 1956 году он выиграл турнир в своей родной Барселоне, а в 1958 году впервые был приглашён в состав сборной Испании. На следующий год он дошёл со сборной до финала Европейской зоны Кубка Дэвиса, внеся решающий вклад в полуфинальную победу над британской командой, но в финале испанцы не сумели противостоять итальянцам, и единственное очко в матче, проигранном с общим счётом 4:1, Химено принёс команде уже в безнадёжной ситуации, в последний игровой день. В этом же году он выиграл национальное первенство Испании, а на следующий год показал на чемпионате Франции лучшие результаты на этом этапе карьеры, добравшись в одиночном разряде до четвертьфинала, а в паре с Хосе Луисом Арильей выйдя в финал мужского парного турнира.
В начале 60-х годов Химено перешёл в профессиональное теннисное турне. Потеряв возможность участвовать в турнирах Большого шлема, открытых в это время только для теннисистов-любителей, он сумел зарекомендовать себя как один из ведущих профессионалов, четыре раза с 1962 по 1967 год добравшись до финалов турниров «профессионального Большого шлема» — профессионального чемпионата Франции (дважды), чемпионата Уэмбли и профессионального чемпионата США. Все четыре раза, однако, на его пути становились австралийские теннисисты — Кен Розуолл в чемпионате Франции 1962 года, а следующие три раза в 1965 и 1967 годах — лидер мирового профессионального тенниса Род Лейвер.
После начала Открытой эры Химено, которому было уже больше 30 лет, некоторое время продолжал выступать в открытых турнирах и в первые же годы добрался до финала сначала Открытого чемпионата США в паре с хозяином корта Артуром Эшем, а затем до финала Открытого чемпионата Австралии в одиночном разряде. По пути в финал он обыграл Розуолла, а в финале уступил Лейверу, находящемуся на пути к своему второму за карьеру Большому шлему. Наконец, в 1972 году он завоевал свой первый и единственный в карьере титул в турнирах Большого шлема, в 34 года победив в Открытом чемпионате Франции, где был посеян шестым и в четвертьфинале победил третью ракетку турнира Стэна Смита. Он до настоящего времени остаётся самым старым победителем этого турнира. В том же году он вернулся в сборную Испании в Кубке Дэвиса, где до этого не мог выступать из-за своего статуса профессионала, помог команде одержать победу над сборной Франции в Европейской зоне, обыграв Пьера Бартеза, а потом принёс испанцам два очка в полуфинальном матче межзонального турнира, который они тем не менее проиграли сборной США с обшим счётом 3:2. Свой последний финал в профессиональном турнире он провёл в возрасте почти 36 лет, в 1973 году.
В 1974 году, по окончании активной игровой карьеры, Андрес Химено основал в Барселоне теннисный клуб, ныне носящий его имя. В 2009 году имя Химено было включено в списки Международного зала теннисной славы, где он присоединился к испанским теннисистам Мануэлю Алонсо, Мануэлю Сантане и Аранче Санчес.
Химено, работавший тренером и спортивным комментатором на канале TVE, в последние годы жизни оказался в тяжёлом финансовом положении, что заставило ведущих испанских теннисистов (в том числе Рафаэля Надаля и Давида Феррера) в 2011 году организовать сбор средств в его поддержку. Химено умер в Барселоне в октябре 2019 года в возрасте 82 лет после продолжительной болезни.

## Участие в финалах турниров Большого шлема за карьеру

### Одиночный разряд
| Результат | Год  | Турнир                       | Соперник в финале | Счёт в финале      |
| --------- | ---- | ---------------------------- | ----------------- | ------------------ |
| Поражение | 1969 | Открытый чемпионат Австралии | Род Лейвер        | 3-6, 4-6, 5-7      |
| Победа    | 1972 | Открытый чемпионат Франции   | Патрик Пруази     | 4-6, 6-3, 6-1, 6-1 |

### Мужской парный разряд
| Результат | Год  | Турнир                 | Партнёр          | Соперники в финале      | Счёт в финале       |
| --------- | ---- | ---------------------- | ---------------- | ----------------------- | ------------------- |
| Поражение | 1960 | Чемпионат Франции      | Хосе Луис Арилья | Нил Фрейзер Рой Эмерсон | 2-6, 10-8, 5-7, 4-6 |
| Поражение | 1968 | Открытый чемпионат США | Артур Эш         | Боб Лутц Стэн Смит      | 9-11, 1-6, 5-7      |

## Участие в финалах турниров профессионального Большого шлема за карьеру

### Одиночный разряд
| Результат | Год  | Турнир            | Соперник в финале | Счёт в финале      |
| --------- | ---- | ----------------- | ----------------- | ------------------ |
| Поражение | 1962 | Чемпионат Франции | Кен Розуолл       | 6-3, 2-6, 5-7, 2-6 |
| Поражение | 1965 | Чемпионат Уэмбли  | Род Лейвер        | 2-6, 3-6, 4-6      |
| Поражение | 1967 | Чемпионат Франции | Род Лейвер        | 4-6, 6-8, 6-4, 2-6 |
| Поражение | 1967 | Чемпионат США     | Род Лейвер        | 6-4, 4-6, 3-6, 5-7 |

## Участие в финалах турниров (после начала Открытой эры)

### Одиночный разряд (11)

#### Победы (5)
| №  | Дата        | Турнир                              | Покрытие | Соперник в финале | Счёт в финале      |
| -- | ----------- | ----------------------------------- | -------- | ----------------- | ------------------ |
| 1. | 17 мая 1971 | Открытый Гран-при Германии, Гамбург | Грунт    | Петер Сёке        | 6-3, 6-2, 6-2      |
| 2. | 14 фев 1972 | Лос-Анджелес, США                   |          | Пьер Бартез       | 6-3, 2-6, 6-2      |
| 3. | 4 июн 1972  | Открытый чемпионат Франции, Париж   | Грунт    | Патрик Пруази     | 4-6, 6-3, 6-1, 6-1 |
| 4. | 23 июн 1972 | Истборн, Великобритания             | Трава    | Пьер Бартез       | 7-5, 6-3           |
| 5. | 16 июл 1972 | Открытый чемпионат Швейцарии, Гштад | Грунт    | Адриано Панатта   | 7-5, 9-8, 6-4      |

#### Поражения (6)
| №  | Дата        | Турнир                                    | Покрытие | Соперник в финале | Счёт в финале           |
| -- | ----------- | ----------------------------------------- | -------- | ----------------- | ----------------------- |
| 1. | 20 янв 1969 | Открытый чемпионат Австралии, Мельбурн    | Трава    | Род Лейвер        | 3-6, 4-6, 5-7           |
| 2. | 12 фев 1970 | Майами, США                               | Хард     | Кен Розуолл       | 6-3, 2-6, 6-3, 6-7, 3-6 |
| 3. | 7 июн 1970  | Касабланка, Марокко                       |          | Джон Ньюкомб      | 4-6, 4-6, 4-6           |
| 4. | 14 мая 1972 | Брюссель, Бельгия                         | Грунт    | Мануэль Орантес   | 4-6, 1-6, 6-2, 5-7      |
| 5. | 30 окт 1972 | Париж, Франция                            | Хард (i) | Стэн Смит         | 2-6, 2-6, 5-7           |
| 6. | 23 июл 1973 | Открытый чемпионат Нидерландов, Хилверсюм | Грунт    | Том Оккер         | 6-2, 4-6, 4-6, 7-6, 3-6 |

### Парный разряд (14)

#### Победы (3)
| №  | Дата        | Турнир                                         | Покрытие | Партнёр         | Соперники в финале           | Счёт в финале      |
| -- | ----------- | ---------------------------------------------- | -------- | --------------- | ---------------------------- | ------------------ |
| 1. | 3 июн 1970  | Сент-Луис, США                                 | Ковёр    | Джон Ньюкомб    | Род Лейвер Рой Эмерсон       | 6-4, 6-2           |
| 2. | 17 мая 1971 | Открытый Гран-при Германии, Гамбург            | Грунт    | Джон Александер | Дик Крили Аллан Стоун        | 6-4, 7-5, 7-9, 6-4 |
| 3. | 20 фев 1972 | Чемпионат США в помещениях, Солсбери, Мэриленд | Хард (i) | Мануэль Орантес | Владимир Зедник Хуан Хисберт | 6-4, 6-3           |

#### Поражения (11)
| №   | Дата        | Турнир                                     | Покрытие | Партнёр         | Соперники в финале             | Счёт в финале      |
| --- | ----------- | ------------------------------------------ | -------- | --------------- | ------------------------------ | ------------------ |
| 1.  | 22 апр 1968 | Борнмут, Великобритания                    | Грунт    | Панчо Гонсалес  | Род Лейвер Рой Эмерсон         | 6-8, 6-4, 3-6, 2-6 |
| 2.  | 29 авг 1968 | Открытый чемпионат США, Нью-Йорк           | Трава    | Артур Эш        | Боб Лутц Стэн Смит             | 9-11, 1-6, 5-7     |
| 3.  | 1 ноя 1969  | Открытый чемпионат Стокгольма              | Хард (i) | Грэм Стилуэлл   | Род Лейвер Рой Эмерсон         | 4-6, 2-6           |
| 4.  | 1 сен 1970  | Саут-Ориндж, Нью-Джерси, США               | Хард     | Род Лейвер      | Патрисио Корнехо Хайме Фильоль | 6-3, 6-7, 6-7      |
| 5.  | 3 окт 1970  | Международный чемпионат Испании, Барселона | Грунт    | Род Лейвер      | Мануэль Сантана Лью Хоуд       | 4-6, 7-9, 5-7      |
| 6.  | 11 мая 1971 | Открытый чемпионат Италии, Рим             | Грунт    | Роджер Тейлор   | Джон Ньюкомб Тони Роч          | 4-6, 4-6           |
| 7.  | 24 окт 1971 | Международный чемпионат Испании (2)        | Грунт    | Клифф Драйсдейл | Хуан Хисберт Желько Франулович | 6-7, 2-6, 6-7      |
| 8.  | 6 фев 1972  | Канзас-Сити, Миссури, США                  |          | Мануэль Орантес | Илие Настасе Ион Цириак        | 7-6, 4-6, 6-7      |
| 9.  | 5 мар 1972  | Хэмптон, Виргиния, США                     | Хард (i) | Мануэль Орантес | Илие Настасе Ион Цириак        | 5-7, 5-7           |
| 10. | 16 апр 1972 | Мадрид, Испания                            | Грунт    | Мануэль Орантес | Илие Настасе Стэн Смит         | 3-6, 4-6, 4-6      |
| 11. | 30 окт 1972 | Париж, Франция                             | Хард (i) | Хуан Хисберт    | Пьер Бартез Франсуа Жоффре     | 3-6, 2-6           |